# Pino Presti
Pino Presti, (pseudonym för Giuseppe Prestipino Giarritta) född  23 augusti 1943 i Milano, är en italiensk  basist, arrangör, kompositör, dirigent och producent. Han har svart bälte av 5:e dan i  Shotokan Karate.
Pino Presti började väldigt ung med musik, först som basgitarrist och senare även som  arrangör, dirigent, kompositör och producent. 
Bland hans samarbeten i olika musikstilar, jazz, pop, funk och soul, hittar vi namn som: Mina (Italiens mest berömda sångare),  Gerry Mulligan,  Astor Piazzolla,  Quincy Jones,  Wilson Pickett,  Shirley Bassey,  Franco Cerri,  Maynard Ferguson,  Aldemaro Romero,  Stéphane Grappelli och många andra. Han anses som en av Italiens viktigaste arrangörer/dirigenter.